# جدار حماية (فلم)
جدار حماية (بالإنجليزية: Firewall) فيلم جريمة وإثارة أمريكي-أسترالي صدر عام 2006. من إخراج ريتشارد لونكراين وتأليف جو فورت، وبطولة هاريسون فورد الذي يلعب دور مصرفي يتم إجباره من قبل مجموعة المجرمين على مساعدتهم في سرقة 100 مليون دولار. تلقى الفيلم مراجعات سلبية من النقاد.

## طاقم الممثلين
- هاريسون فورد، بدور جاك ستانفيلد، رئيس أمن بنك لاندروك باسيفيك.
- بول بيتاني، بدور بيل كوكس، رجل أعمال يقوم باحتجاز جاك وعائلته كرهائن ويجبر جاك على نقل 100 مليون دولار من البنك الذي يعمل به إلى حسابات كوكس في الخارج.
- فيرجينيا مادسن، بدور بيث ستانفيلد، زوجة جاك ستانفيلد
- ماري لين راجسكوب، بدور جانيت ستون، سكرتيرة جاك
- جيمي بينيت، بدور آندي ستانفيلد، ابن جاك وبيث
- كارلي شرودر، بدور سارة ستانفيلد، ابنة جاك وبيث
- روبرت فوريستر، بدور هاري رومانو، زميل جاك والذي عرفه إلى بيل كوكس

## روابط خارجية
- مقالات تستعمل روابط فنية بلا صلة مع ويكي بيانات